# Funisciurus carruthersi
Funisciurus carruthersi је сисар из реда глодара и породице веверица (Sciuridae).

## Распрострањење
Ареал врсте је ограничен на мањи број држава. Врста има станиште у Бурундију, ДР Конгу, Руанди и Уганди.

## Станиште
Станишта врсте су шуме и планине од 1.500 до 2.800 метара надморске висине.

## Угроженост
Ова врста није угрожена, и наведена је као последња брига јер има широко распрострањење.